# سفارة السويد في أذربيجان
سفارة السويد في أذربيجان هي أرفع تمثيل دبلوماسي لدولة السويد لدى أذربيجان. تقع السفارة في باكو وهي تهدف لتعزيز المصالح السويدية في أذربيجان.

## وصلات خارجية
- قائمة سفارات السويد
- قائمة السفارات في أذربيجان